# Supercupa Insulelor Feroe
Supercupa Insulelor Feroe (franceză Stórsteypadystur) este competiția fotbalistică de supercupă din Insulele Feroe, disputată anual între campioana din Vodafonedeildin și câștigătoarea Cupei Insulelor Feroe.

## Ediții

### 2007
| B36 Tórshavn                                                                                   | 1 – 1 (d.p.) | HB Tórshavn                                                                 |
| ---------------------------------------------------------------------------------------------- | ------------ | --------------------------------------------------------------------------- |
| Benjaminsen 2'                                                                                 | Report       | Jespersen 12'                                                               |
| Jákup Mikkelsen · Fróði Benjaminsen · Alex José dos Santos · Mikkjal Thomassen · Allan Mørkøre | 5 – 3        | Christian Høgni Jacobsen · Jákup á Borg · Páll Mohr Joensen · Rasmus Nolsøe |

### 2008
| NSÍ Runavík                                                            | 4 – 0  | EB/Streymur |
| ---------------------------------------------------------------------- | ------ | ----------- |
| Frederiksberg 56' Óli Hansen 65' Øssur Dalbúð 76' Sjúrður Jacobsen 80' | Report |             |

### 2009
| HB Tórshavn                                            | 3 – 1  | EB/Streymur     |
| ------------------------------------------------------ | ------ | --------------- |
| Hans á Lag 29' Páll Mohr Joensen 48' Rógvi Poulsen 87' | Report | Brian Olsen 84' |

### 2010
| HB Tórshavn                       | 2 – 1  | Víkingur        |
| --------------------------------- | ------ | --------------- |
| Benjaminsen 10' Rógvi Poulsen 86' | Report | Justinussen 56' |

### 2011
| EB/Streymur        | 2 – 0  | HB Tórshavn |
| ------------------ | ------ | ----------- |
| A. Hansen 29', 49' | Report |             |

### 2012
| EB/Streymur                         | 2 – 1  | B36 Tórshavn |
| ----------------------------------- | ------ | ------------ |
| H. P. Samuelsen 60' A. Hansen 90+3' | Report | Joensen 10'  |

### 2013
| EB/Streymur               | 1 – 0  | Víkingur |
| ------------------------- | ------ | -------- |
| Niels Pauli Danielsen 43' | Report |          |

### 2014
| HB Tórshavn | –      | Víkingur |
| ----------- | ------ | -------- |
|             | Raport |          |

## Performață după club
| Echipa       | Titluri | Ultimul titlu |
| ------------ | ------- | ------------- |
| EB/Streymur  | 3       | 2013          |
| HB Tórshavn  | 2       | 2010          |
| NSÍ Runavík  | 1       | 2008          |
| B36 Tórshavn | 1       | 2007          |

## Golgheteri all-time
| Poz. | Jucător           | Club        | Goluri |
| ---- | ----------------- | ----------- | ------ |
| 1    | Arnbjørn Hansen   | EB/Streymur | 3      |
| 2    | Fróði Benjaminsen | B36 and HB  | 2      |
| 2    | Rógvi Poulsen     | HB          | 2      |